# 674
674 (DCLXXIV na numeração romana) foi um ano comum do século VII, do Calendário Juliano, da Era de Cristo, a sua letra dominical foi A, teve início a um domingo e terminou também a um domingo.
| ano completo                    |
| ------------------------------- |
| Ano comum com início ao domingo |

## Eventos
- Construção das muralhas defensivas da cidade de Toledo, Espanha.
- Início do primeiro cerco árabe de Constantinopla (fim: 678).

## Mortes
- Hongren, Quinto Patriarca do Budismo Zen na China.
- Abu Aiube Alançari (incerto, pode ter sido em 672) - companheiro (الصحابه; sahaba) de Maomé e um dos ansar (الأنصار; ajudante ou patrono) da história muçulmana primitiva (n. 576).